# Stemma del Togo
Lo stemma del Togo (Armoiries du Togo) fu adottato il 14 marzo 1962, due anni dopo il conseguimento dell'indipendenza.

## Descrizione
Nello stemma, composto da uno scudo ovale bianco e bordato di verde, compaiono due leoni rossi che simboleggiano il coraggio del popolo; reggono arco e frecce, a indicare che il popolo del Togo è pronto a combattere per la propria libertà. Fra i due leoni appare uno scudo giallo con le lettere RT, per République Togolaise. Sopra lo scudo compaiono due bandiere del Togo e un cartiglio con il motto Travail, Liberté, Patrie (in francese "lavoro, libertà, patria").

## Stemmi storici
Nel 1914, il governo dell'Impero tedesco decise di assegnare alle sue colonie degli stemmi. Effettivamente però non furono mai usati per via dello scoppio della prima guerra mondiale. Per il Togoland fu progettato uno stemma raffigurante un albero sorretto da due cobra. Il capo, uguale per tutti gli emblemi coloniali, conteneva un'aquila imperiale tedesca.

Stemma proposto per il Togoland tedesco
Sigillo del Togoland francese